# 哈里街

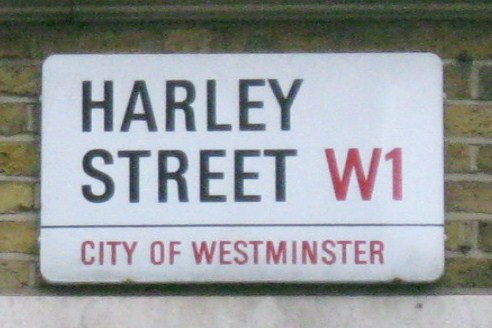

哈里街(Harley Street)，英国著名的“百年医疗街”。它坐落在伦敦市中心靠近牛津街的黄金地带，曾被美剧Harley Street取材制作成同名电视剧。哈里街是全世界最集中的一条医疗街，现在医疗区发展到周围很多街区，如Devonshire Street， wimpole street等，统称哈里街医疗区。在哈里街的一面墙上记载，南丁·格尔曾经于1853年在这里工作过。19世纪以来，越来越多的医生和医疗机构慢慢地迁入这条街，这条街上很多地方都有蓝色的“名人故居”挂牌。历史记载在1860年大约有只有20名医生在这里工作。英国国家卫生服务系统（NHS）成立于1948年，当时又有大约1500人迁入。今天，有超过4000人在这里工作，主要是在各种医疗机构。所以这里几乎聚集着英国最好的美容整容机构、眼科专家、心脏病专家，体检中心，癌症治疗机构等，据说这里也是人工授精成功率最高的地方。在英国，基本上所有最好的医生都希望能在哈里街开业，哈里街长期以来是名人、名流，皇室等医疗首选。据说中国著名田径运动员，奥运会冠军刘翔受伤时也在哈里街接受过治疗。来这里就医的病人一般是他们的GP推荐，或依靠word of mouth（口口相传），以保障医生的水准跟服务质量。随着中国留学生的增加，近来有越来越多的中国年轻人来这里进行近视眼手术。这里医疗机构在对外宣传上趋向传统保守，和美国类似医疗区，如Beverly Hill等不同，虽然具有同样超高甚至更高的专业医疗服务，和英国式的更为严谨的保密系统。所有这一切跟英国政府对医疗行业严格管理不无关系。